# Аймен (Німеччина)
Аймен (нім. Eimen) — громада в Німеччині, розташована в землі Нижня Саксонія. Входить до складу району Гольцмінден. Складова частина об'єднання громад Ешерсгаузен-Штадтольдендорф.
Площа — 16,32 км2. Населення становить 827 ос. (станом на 31 грудня 2021).